# Roberto Sawyers
Roberto Sawyers, né le 17 octobre 1986 à Barrio México, San José, est un athlète costaricien, spécialiste du lancer du marteau.

## Carrière
Il porte son record, record national, à 76,37 m à Jablonec nad Nisou en 2015. Il détient également le record national du lancer de poids et du lancer de disque.
Il remporte sa première médaille pour le Costa Rica en 2004 lors des Championnats d'Amérique centrale et des Caraïbes d'athlétisme juniors à Coatzacoalcos.

## Palmarès
| Date | Compétition                                      | Lieu           | Résultat | Marque  |
| ---- | ------------------------------------------------ | -------------- | -------- | ------- |
| 2007 | Championnats NACAC                               | San Salvador   | 3e       | 61,98 m |
| 2011 | Championnats d'Amérique centrale et des Caraïbes | Mayagüez       | 2e       | 65,96 m |
| 2013 | Championnats d'Amérique centrale et des Caraïbes | Morelia        | 1er      | 68,92 m |
| 2014 | Jeux d'Amérique centrale et des Caraïbes         | Xalapa         | 3e       | 70,66 m |
| 2016 | Championnats ibéro-américains                    | Rio de Janeiro | 2e       | 68,92 m |
| 2018 | Championnats NACAC                               | Toronto        | 1er      | 72,94 m |
| 2019 | Jeux panaméricains                               | Lima           | 9e       | 70,25 m |

## Records
| Épreuve           | Performance  | Lieu               | Date         |
| ----------------- | ------------ | ------------------ | ------------ |
| Lancer du marteau | 76,37 m (NR) | Jablonec nad Nisou | 10 juin 2015 |